# Augustin-Jean-Charles Clément
Augustin-Jean-Charles Clément, dit Clément du Tremblay, né à Créteil en 1717 et décédé le 13 mars 1804, est un prêtre catholique proche du  jansénisme, devenu évêque constitutionnel de Seine-et-Oise.

## Biographie
Augustin Clément est issu d'une famille de parlementaires jansénistes : ses frères Ambroise Julien Clément de Feillet, conseiller à la seconde Chambre des enquêtes, et Alexandre Clément de Boissy, magistrat à la chambre des comptes, sont également très impliqués dans les luttes parlementaires de la fin du XVIIIe siècle. Après avoir reçu les ordres mineurs, Augustin-Jean-Charles Clément refuse de signer le formulaire d'Alexandre VII, ce qui lui interdit de devenir sous-diacre au diocèse de Paris. Malgré cela, l'évêque d'Auxerre, Charles de Caylus lui confère la prêtrise et il devient trésorier de la cathédrale d'Auxerre.
Dès 1752, Clément accompagne l'abbé d'Étemare en Hollande. Il y retourne en 1762, pour nouer des contacts avec le clergé de l'Église vieille-catholique d'Utrecht. Par deux fois, en 1763 et 1768, il y retournera, afin de participer à des discussions jansénistes et exposer son avis de canoniste.
En 1758, Clément voyage en Italie, à l'occasion du conclave : sa mission aurait été de favoriser l'élection d'un pape favorable au jansénisme. Cela n'a pas été un succès, puisque l'élu est Clément XIII, favorable aux Jésuites. Par contre, cela lui permit de nouer des contacts avec les milieux jansénistes italiens. Il récidive en 1769, à l'occasion de l'élection de Clément XIV le pape qui supprima la Compagnie de Jésus. Il en profite pour nouer de nouveaux contacts, notamment avec Pietro Tamburini.
En 1767, l'abbé d'Étemare lui lègue 250 000 livres. Avec Bon François Rivière-Pelvert et Gabriel-Nicolas Maultrot, il entre dans le comité directeur des Nouvelles ecclésiastiques, où il joue un rôle croissant à partir des années 1770.
Pendant la Révolution française, après des hésitations, Clément accepte la constitution civile du clergé et devient évêque de Seine-et-Oise, le 12 mars 1797. Il assiste aux deux conciles constitutionnels. En application du concile de 1797, qui avait proposé que seule la partie sacramentelle de la messe soit dite en latin, il traduisit, avec l'aide de son vicaire épiscopal, le rite en français. Cette tentative souleva des débats au sein de l'église constitutionnelle, l'abbé Grégoire refusant cette innovation. C'est également Clément qui choisit l'église Saint-Louis de Versailles pour cathédrale.

## Œuvres
- Journal, correspondance, et voyages en Italie et en Espagne, dans les années 1758 et 1768 1769 1770 1771, Paris ,chez Longuet imprimeur rue des fossés Saint Jacques n°2, 1804.

- L'Épiscopat de France, 1803.
- Lettre apologétique de l'Église de France, adressée au pape Pie VII, Londres, 1803, in-4°